# Mildmay
Mildmay är en ort i Kanada.   Den ligger i provinsen Ontario, i den sydöstra delen av landet, 500 km väster om huvudstaden Ottawa. Mildmay ligger 312 meter över havet och antalet invånare är 1 183.
Terrängen runt Mildmay är platt, och sluttar norrut. Närmaste större samhälle är Walkerton, 9,4 km norr om Mildmay.
Trakten runt Mildmay består till största delen av jordbruksmark. Runt Mildmay är det glesbefolkat, med 9 invånare per kvadratkilometer.